# Paradrina djebli
Paradrina djebli là một loài bướm đêm trong họ Noctuidae.